# 王柯敏
王柯敏（1957年8月—），男，汉族，湖南宁乡人，中华人民共和国化学家、政治人物。湖南大学化学化工系分析化学专业毕业，获理学学士、硕士和博士学位，瑞士苏黎世联邦理工学院博士后。

## 生平
1975年6月参加工作，任沅江县知青。1978年2月至1982年3月，在湖南大学化工系分析化学专业学习。1982年3月至1984年12月，在湖南大学化工系读硕士研究生。1984年12月至1987年12月，在湖南大学化学化工系读博士研究生。1985年11月加入中国共产党。1987年12月至1989年9月，任湖南大学化学化工系教师。1989年9月至1991年1月，在瑞士联邦苏黎士高等理工学院做博士后。1991年1月至1992年9月，任湖南大学化学化工系教授。1992年9月至1995年6月，任湖南大学化学化工系副主任。1995年6月至1996年10月，任湖南大学化学化工系主任。1996年10月至1997年3月，任湖南大学化学化工学院院长。1997年3月至1999年5月，任湖南大学副校长。1999年5月至2003年2月，任湖南大学校长。
2003年2月至2011年9月，任湖南省科学技术厅厅长、党组书记（其间：2004年3月至2005年1月，中央党校中青年干部培训班学习）。2011年9月，任中共湖南省委教育工委书记、湖南省教育厅党组书记、厅长（其间：2013年9月至2014年1月，中央党校中青年干部培训班学习）。2016年1月，当选湖南省人大常委会副主任。2016年3月，卸任中共湖南省委教育工委书记、湖南省教育厅厅长职务。2021年1月，辞去湖南省人大常委会副主任。